# Józef Stefański
Józef Stefański (* 7. Februar 1908 in Goliany, Masowien; † 21. Dezember 1997 in Warschau) war ein polnischer Radrennfahrer und nationaler Meister im Radsport.

## Sportliche Laufbahn
Stefański war viermal polnischer Meister im Straßenrennen der Amateure. Er siegte bei den Meisterschaftsrennen 1928, 1929, 1930 und 1931. Die 1929 ausgetragene zweite Auflage der Polen-Rundfahrt konnte er für sich entscheiden und bei seinem Gesamtsieg auch vier Etappen gewinnen. In Polen gewann er weiterhin zwei bedeutende Eintagesrennen, das Rennen Kraków–Lwiw sowie das Rennen von Warschau nach Brest. 1930 gewann er Kraków–Lwiw und Kraków–Katowice–Kraków. Er startete für die Vereine AKS 26 Warschau und Polonia Warschau. Der polnische Radsportverband nominierte ihn für die Teilnahme an den Olympischen Sommerspielen 1928 in Amsterdam. Dort wurde er 54. im Straßenrennen und belegte mit der polnischen Auswahl den 13. Platz in der Mannschaftswertung.

## Berufliches
Er arbeitete nach seiner Laufbahn als Mechaniker der polnischen Nationalmannschaft im Radsport und war als Trainer im Nachwuchsbereich tätig.